# Herb Brooks Arena
Herb Brooks Arena är en ishall i Lake Placid, New York, USA med en publikkapacitet på 7 700 åskådare. Den stod klar 1932, och här hölls konståkning vid olympiska vinterspelen 1932 samt sex stycken olympiska ishockeymatcher samma år, även den olympiska ishockeyturneringen 1980 spelades här. 2005 ändrades namnet, och namngavs efter den amerikanske ishockeytränaren Herb Brooks, till 25-årsjubileet av USA:s olympiska ishockeyguld 1980, och rinken döptes om till Herb Brooks Arena.
Anläggningen har använts för flera amerikanska collegemästerskap i ishockey, och åren 1994-2002, hölls här i mars varje år ECAC Hockey League-mästerskapen.